# Hereford (runderras)

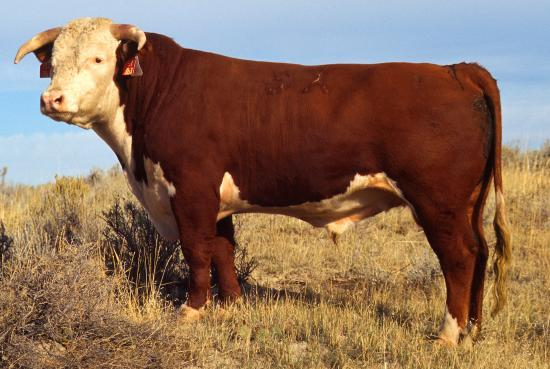
Een hereford

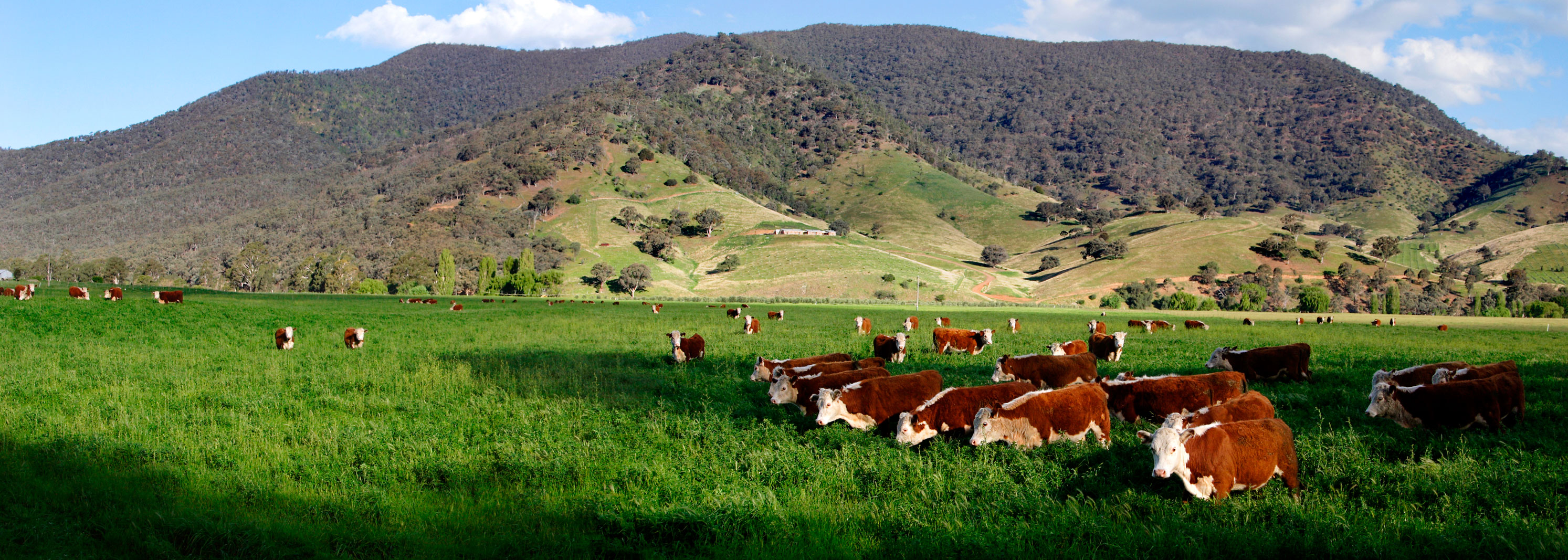
Grazende herefords in Australië

De hereford is een runderras dat oorspronkelijk afkomstig is uit het zuidwesten van Engeland. 
Rond de marktplaats Hereford ontwikkelde zich in de tweede helft van de achttiende eeuw dit karakteristieke harde en duurzame vleesrund, dat dusdanig populair werd dat het is uitgegroeid tot het meest voorkomende vleesveeras ter wereld. Er zijn zowel gehoornde als ongehoornde (polled) herefords. 
In Nederland wordt de hereford voornamelijk gehouden als hobbydier of voor extensieve veeteelt (c.q. de begrazing van natuurterreinen). De hereford is een krachtig gebouwd dier, met een op de heup gemeten hoogte van ongeveer 135 tot 150 centimeter. Herefords worden gekenmerkt door een witte kop, de witte aalstreep op de nek en schoft. Voor de rest is de hereford roodgekleurd. Het dier heeft een natuurlijke, zware bespiering en een vriendelijk en rustig karakter. Herefords kalven probleemloos af. De kalveren hebben bij hun geboorte een laag geboortegewicht, in het algemeen tussen de 30 en 40 kilogram. De hereford produceert uit goedkoop ruwvoer een hoogwaardige vleeskwaliteit in een goede hoeveelheid.